# District de Papar
Le district de Papar (malais : Daerah Papar) est un district administratif de l'État malaisien de Sabah, qui fait partie de la Division de la côte occidentale. La capitale du district est dans la ville de Papar.

### Liens connexes
- Districts de Malaisie